# Jenófanes
Jenófanes de Colofón (griego: Ξενοφάνης; nacido entre el 580 a. C. y el 570 a. C. - muerto entre el 475 a. C. y el 466 a. C.) fue un poeta elegíaco y filósofo griego. 
A diferencia de lo que ocurre con otros filósofos de su tiempo, de cuya obra no se ha conservado nada, de la obra de Jenófanes de Colofón sí conocemos algunos fragmentos, en buena medida porque, mientras otros escribían en prosa, Jenófanes eligió una forma de expresión tradicional, la poesía. Los fragmentos de la obra de Jenófanes, conservados gracias a citas de autores posteriores, se encuentran actualmente recopilados en la obra de H. Diels, revisada por W. Kranz, Die Fragmente der Vorsokratiker («Los fragmentos de los presocráticos»).
A Jenófanes le preocupaba sobre todo el papel de los dioses, en especial de aquellos a los que se referían los poetas y, sobre todo, Homero. A partir de los fragmentos conservados, puede reconstruirse una visión del mundo y de los dioses opuesta a los planteamientos de la épica de Homero y de Hesíodo. Jenófanes rechazaba con vehemencia el carácter antropomorfo de los dioses e, incluso la posibilidad de llegar a conocer al dios supremo al que alude en sus poesías, que permanece inmóvil, que lo sabe todo y que lo oye todo.
Vinculado a la escuela milesia por origen y por la estructura de su cosmología, tradicionalmente se lo ha considerado fundador de la escuela eleática y del monismo. Se le ha señalado a menudo como escéptico por sus fragmentos gnoseológicos, y los autores de la patrística creyeron ver en sus textos teológicos una primera formulación del monoteísmo entre los griegos.

## Biografía
Los datos biográficos que pueden considerarse ciertos son escasos y sus detalles son debatidos.

### Procedencia
Nació en Colofón, ciudad costera de Asia Menor. La tradición ha conservado dos nombres posibles para su padre: Dexio y Ortómeno, y uno para su maestro: el físico Arquelao.

### Fecha de nacimiento y de muerte

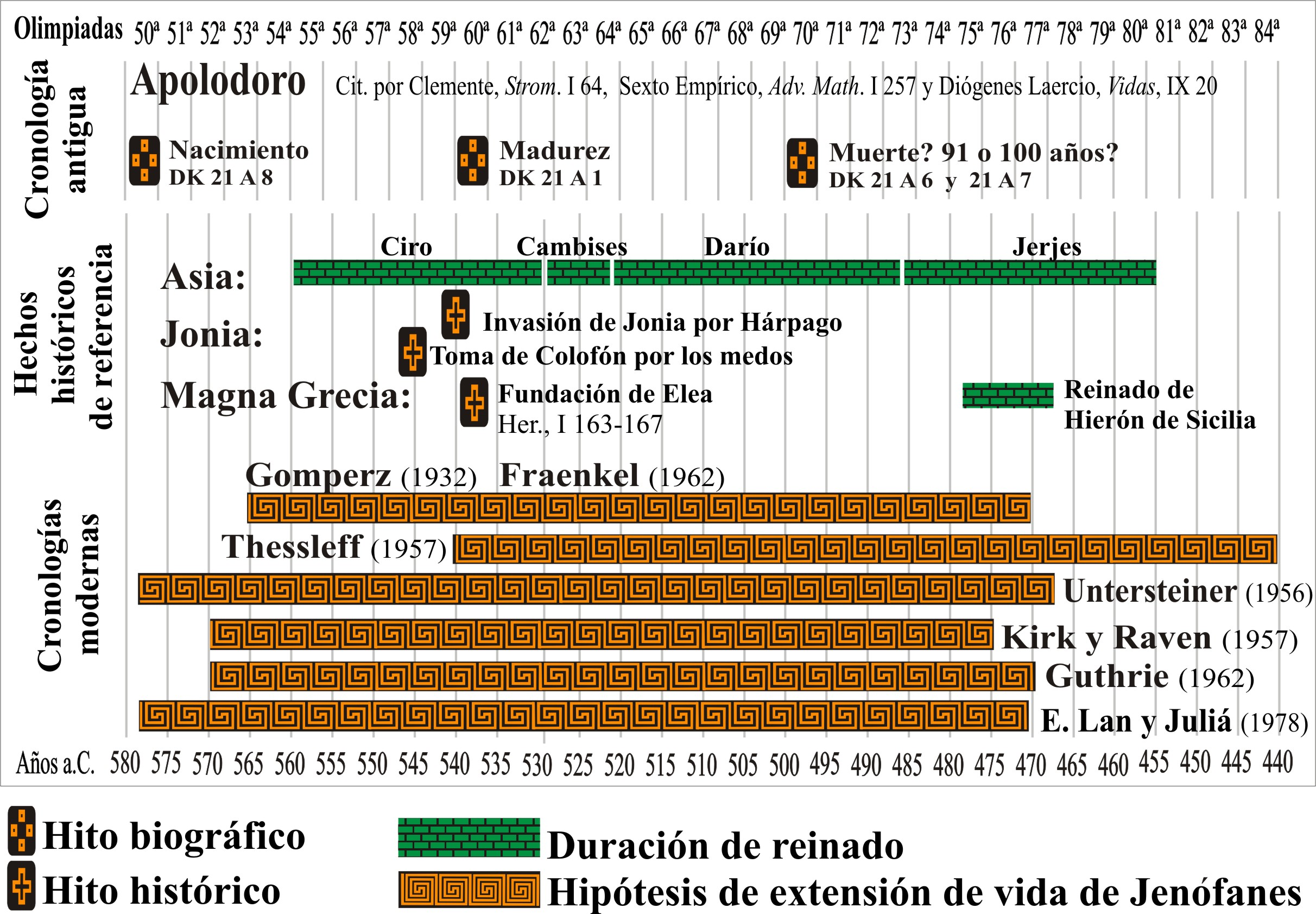
Cronologías antiguas y modernas sobre Jenófanes.

La mayoría de las especulaciones acerca de la fecha de nacimiento de Jenófanes, como las de otros presocráticos, proviene de Apolodoro (su opinión nos ha sido trasmitida por Diógenes Laercio, Sexto Empírico y Timeo a través de Clemente de Alejandría). Indica la Olimpíada 50.ª (580‑577 a. C.) como fecha de nacimiento, y su madurez en la Olimpíada 60.ª (540‑537 a. C.). La datación de Apolodoro ha sido puesta en duda, porque toma fechas históricas como referencia simbólica para marcar la madurez de un pensador (en este caso sería la fundación de Elea en la Olimpíada 50.ª), madurez que es alcanzada, según él, a los 40 años. Restando 40 a la fecha indicada, se obtendría la fecha de nacimiento.
La mayoría de los testimonios de los doxógrafos están de acuerdo en indicar que su vida fue larga: Luciano dice que vivió 91 años; Censorino dice que más de cien. A partir de estos datos los filólogos han calculado la fecha de su muerte.
La filología ha intentado dar soluciones alternativas a la de Apolodoro para su fecha de nacimiento, apelando a los datos históricos seguros (la coetaneidad de Jenófanes con Hierón de Sicilia y Epicarmo, la invasión de Jonia por los medos y la extensión de su vida hasta los tiempos de Ciro y Darío), y los fragmentos considerados auténticos. Entre ellos se destacan una referencia de Jenófanes a su vida, en donde indica que ha vivido 67 años exiliado, y que han pasado veinticinco años desde «entonces» (fragmento B 8). Fränkel interpreta este «entonces» como relacionado con el «cuando llegó el medo» del fragmento B 22, o sea, en el 540 a. C., cuando Hárpago, general medo, atacó Jonia. Este sería el evento que produjo su destierro, que relata Laercio (testimonio A 1). Por lo tanto, Jenófanes habría nacido en el 565 a. C., y al escribir el fragmento B 8 tendría 92 años, corriendo el año 473 a. C. Gomperz sigue la hipótesis de la relación de ambos fragmentos, pero entiende, en cambio, que Jenófanes tendría 67 al redactar el fragmento, en el año 498 a. C. lo que no modifica la fecha de nacimiento. Rodríguez Adrados acepta la datación, pero no está de acuerdo en que el fragmento B 8 conteste al B 22.
Thesleff ya había criticado estas dataciones, porque nada asegura que las preguntas del fragmento B 22 estén dirigidas al mismo Jenófanes. También interpreta «el medo» como Jerjes I. Por lo que el dato histórico de referencia se trasladaría al año 480 a. C. Finalmente, y asumiendo como verdadero el dato de que Jenófanes fue maestro de Empédocles a partir de un dudoso testimonio de Laercio (Vidas IX 20), Thesleff sitúa a Jenófanes entre el 540 y el 440 a. C. Esta cronología se topa con un problema: la afirmación de Clemente citando a Apolodoro (testimonio A 8) en que dice que vivió hasta los tiempos de Darío y Ciro, noticia que sería superflua, porque Ciro habría muerto cuando Jenófanes tenía 11 años. Por eso propone corregir en el texto «Ciro» por «Jerjes» (le parece métrica, paleográfica y psicológicamente posible).
Kirk, Raven y Schofield basan su cronología no en la invasión de Jonia, sino en la entrada de los medos a Colofón, en el año 546/5 a. C. y conjugándolo con el fragmento B‑8 dan una fecha aproximada de su nacimiento: en el 570 a. C. y de su muerte en 475 a. C.
Eggers Lan piensan que la cronología de Thesleff es tardía, y más apropiada la de Kirk y Raven, o la de Guthrie (570 a 470 a. C.) o Untersteiner (580-577 a 478-466 a. C.); finalmente deciden para la cronología de su nacimiento la dada por este último, y la de su muerte la sitúan antes de 470 a. C.

### Oficio de rapsoda
En el fragmento A 1, Diógenes Laercio dice que Jenófanes «escribió poemas en hexámetros, elegías y yambos en contra de Homero y Hesíodo. [...] también recitaba sus propios poemas». Gomperz, a partir de tal testimonio, y basado en el término «también», dice que fue rapsoda homérico, para ganarse el pan, mientras que en otros ámbitos recitaba sus propios puntos de vista ilustrados.
Jaeger critica la posición de Gomperz, puesto que se basa en fundamentos gramaticales débiles al traducir el pasaje citado, debiéndose entender que «escribió sus propios poemas, pero también los recitaba él mismo». Además, la principal incumbencia del rapsoda era la de mantener el prestigio clásico y oficial de Homero, y vemos en el mismo testimonio (A 1) que era considerado crítico de Homero, y en los fragmentos B 11-12, elevar una aguda crítica de la concepción homérica y hesiódica de los dioses.
Por lo demás, Rodríguez Adrados entiende que los temas de las elegías de Jenófanes son los mismos de Solón o Teognis, y estos no fueron rapsodas. No hay, entonces, nada en sus poemas que nos permita inferir su profesión de rapsoda.

## Obra
No nos ha llegado ninguna obra completa de Jenófanes, y es probable que ya en la antigüedad gran parte de su obra se hubiese perdido. Lo que nos ha llegado son citas de autores posteriores: Diógenes Laercio, Aulo Gelio, Sexto Empírico, Simplicio, Ateneo de Náucratis, Aecio, Clemente de Alejandría, y otros autores y escoliastas. El total de lo conservado es de unos 120 versos.

### Elegías
Los fragmentos B 1-9 son, desde el punto de vista métrico, elegías. Diehl las incluye en su edición de elegíacos (D 1-8), y Diels conserva el orden de esa edición (fragmentos 1-9, con un intercalado que no es fragmento original, B 4). Están escritos en jónico, y siguen, según Teijeiro, las normas tradicionales de composición. Rodríguez Adrados dice que en ellos no se aparta Jenófanes de la temática tradicional de la elegía: el simposio (B 1, 4, 5), la crítica a la codicia de los ricos (B 3), la verdadera virtud (B 2), rasgos autobiográficos (B 7); pero agregando algo nuevo: En el fragmento B1, Jenófanes compone una pieza elegíaca sobre la base de una contraposición entre las costumbres que, en un banquete, pueden ser consideradas piadosas (habla de la pureza del suelo y las manos, las coronas y el incienso, la mesa de honor, el altar, el canto y el ambiente festivo), y las impiadosas, como cantar, sobre los dioses, sus luchas contra titanes y centauros. Propone reemplazar estas «ficciones de los antiguos» por himnos piadosos, «discursos puros». En B2, proclama abiertamente que reporta mayor utilidad pública su propia sabiduría que la fuerza de los vencedores en los juegos, por lo que a él le corresponderían los honores que el Estado les otorga a los atletas (B 2).

### Sátiras
Muchos doxógrafos indican que Jenófanes escribió sátiras. Estas eran invectivas en contra de poetas (Homero y Hesíodo) y de algunos filósofos. La inclusión de algunos fragmentos en el apartado Sátiras de la edición de Diels (B 10-12, 14-18, todos hexámetros excepto B 14, que es un yambo) es conjetural, y se basa en los testimonios y los temas tratados.

### Épica
Diógenes Laercio menciona como suyos dos poemas épicos, la Fundación de Colofón y la Colonización de Elea en Italia. Rodríguez Adrados da por sentado que el fragmento B 3 proviene de la Fundación de Colofón, a pesar de que corresponde a un fragmento de elegía y no de poema épico. Kirk y Raven consideran que el testimonio de Diógenes Laercio proviene del falsificador Lobón de Argos, y «no merece confianza alguna». Eggers Lan solo dice que de estos dos poemas no se ha conservado ningún verso.

### El poema didácticoSobre la naturaleza
Estobeo, Aecio, y Pólux dicen que Jenófanes escribió un poema titulado περὶ φύσεως («perí fýseōs», Sobre la naturaleza), al cual atribuyen sus citas. Aecio, que trasmite los mismos versos, no menciona una obra con ese título. Diels usó el título para agrupar un número de fragmentos de contenido filosófico en su obra (B 29-45), lo mismo que Karl Reinhardt. Rodríguez Adrados acepta el título como auténtico, conjeturando que pudo ser un poema didáctico hexamétrico influido por Parménides, Empédocles y la filosofía jonia. Claro que, para aceptar los dos primeros como posible influencia de Jenófanes, hay que aceptar primero la inversión cronológica propuesta por Reinhardt.
Werner Jaeger, en cambio, siguiendo a John Burnet no cree en la existencia de un poema didáctico semejante.
Kirk y Raven señalan que la palabra φύσις (phýsis) no es usada con su significado colectivo de «naturaleza» sino hasta mediados del siglo V a. C. Indica además que la titulación se aplicó, en el período alejandrino, a cualquier escrito que tuviera un vago carácter físico o fuese atribuido a los pensadores que Aristóteles llama «físicos».

## Doctrina

### Ubicación de Jenófanes en el marco de la filosofía presocrática

#### Vínculo con la «Escuela de Elea»
La tradición doxográfica, partiendo de una afirmación de Platón, quiso ver en Jenófanes al fundador de la escuela eleática. Aristóteles agregó que Parménides fue su discípulo. Este dato parece cobrar fuerza a partir de la consideración de la semejanza del dios jenofánico, atestiguada en sus fragmentos considerados auténticos, con algunas notas del ente parmenídeo: la ausencia de traslación y la primacía del dios de Jenófanes sobre otros dioses y hombres fue equiparada con la inmovilidad y la unicidad del ente inteligido por Parménides.
Aparte de los fragmentos unánimemente considerados como auténticos, aparece un tratado, De Meliso Xenophane Gorgia (MXG) (A 28), falsamente atribuido a Aristóteles. El escrito, ecléctico, contiene elementos doctrinales del peripatetismo y del estoicismo, e intenta mostrar la proximidad del modo de argumentar de Jenófanes y Parménides. Muchos siguieron este escrito como exposición confiable de la doctrina de Jenófanes, desde Simplicio hasta Hegel en sus Lecciones sobre la Historia de la Filosofía.
La circularidad del «todo», por otra parte, no aparece atribuida a Jenófanes sino hasta los doxógrafos, que parecen haber tenido ante sí los fragmentos en los que Parménides habla de la semejanza de esfericidad del ente.
Desde Nietzsche aparece una posición contraria a la tendencia histórica de afirmar la relación de estos pensadores, sin aducir razones.
Más tarde, a partir de un estudio realizado por Karl Reinhardt sobre los fragmentos de Parménides, los críticos han aceptado que la filiación de Jenófanes con Parménides no era tan transparente como la tradición lo había querido mostrar. Por una parte Reinhardt demuestra la originalidad absoluta de Parménides en lo que se refiere a la teoría eleática de la unidad. Por otra, cree ver en MXG un texto que contiene doctrina de Jenófanes pensada luego de aceptar ideas del filósofo de Elea. Esta inversión en la cronología tradicional ha sido descartada por los comentaristas, más allá de algunas adhesiones. Sobre todo a partir del valor que los filólogos dan como fuente a MXG. Zeller, Burnet, Diels, Jaeger, Kirk y Raven y Schadewaldt están de acuerdo en considerar que la obra no contiene las enseñanzas de Jenófanes, sino una reinterpretación al estilo eleático, de su dios.
La obra de Reinhardt estimuló, sin embargo, nuevas investigaciones, cuyo resultado general es que no hay vínculo real entre las doctrinas de estos pensadores. Así, sobre las ideas de circularidad, Eggers Lan indica que «La atribución de un carácter esférico del dios-uno de Jenófanes forma parte de la confusión de Jenófanes con Parménides, o de una mala interpretación de Parménides». Y respecto de la semejanza de ambos pensamientos a partir de los fragmentos auténticos, Kirk y Raven indican que es superficial, y que «Parménides llegó a su concepción teórica por un camino completamente distinto del de Jenófanes, una vía que es, en realidad, incompatible».

#### Influjo del pitagorismo en su pensamiento
Hay solo un fragmento atribuido a Jenófanes que guarda relación con una doctrina pitagórica: la de la metempsicosis. Lo cita Diógenes Laercio. Rodríguez Adrados, a partir de lo sostenido por Gigon, referente a que Jenófanes era un rapsoda influido por los milesios y Pitágoras, señala que «el influjo pitagórico, finalmente, es discutible mientras no conozcamos el contexto del fragmento 6, que puede ser incluso una sátira del pitagorismo». Kirk y Raven, siguiendo a Barnes, dan por sentado que la referencia al pitagorismo es una broma de Jenófanes.
En definitiva, también Diógenes Laercio atestigua que Jenófanes mantuvo opiniones contrarias a Pitágoras, por lo que se puede tomar como cierta la hipótesis de la ausencia de pitagorismo en Jenófanes.

#### Jenófanes y la fisiología jónica

Ciudades antiguas de Asia Menor. En el centro puede apreciarse Colofón, donde nació Jenófanes. La región de Jonia fue cuna de importantes pensadores y poetas, alguno de los cuales emigraron a Grecia central o Magna Grecia por el avance de los medos y el Imperio persa.

La relación de Jenófanes con los pensadores jonios es controvertida, y de ninguna manera es evidente a partir de su nacimiento en una ciudad jónica, de la misma manera que su residencia en el sur de Italia no indica claramente su relación con los pensadores eléatas. Ya lo demuestran las opiniones antiguas: Eusebio y Estrabón llaman a Jenófanes «el físico», mientras que Teofrasto –cuya cita nos llega por Simplicio– no piensa que la manera de ver de Jenófanes pueda clasificarse entre las pertenecientes a las físicas.
El hecho discutido de que haya escrito un poema titulado Περι φυσεως (Peri physeos) suele tomarse como signo para inferir que fue físico. Simplicio deja ver que la atribución de tal título implica aceptar que se han tratado al menos algunas cuestiones naturales, contrapuestas a las que están más allá de la naturaleza. Pero también a las obras de Anaximandro, Heráclito, Parménides, Empédocles y Meliso se les atribuyó tal título, a pesar de lo heterogéneo de sus obras y sus tópicos.
Para Aristóteles no hay mayores inconvenientes en llamar a los pensadores anteriores a él «fisiólogos» o «teólogos», y Jaeger, en su Teología, indica que los pensadores que abarcan con sus disquisiciones el mundo de la percepción humana (los «naturalistas milesios») también logran un nuevo nivel en materia teológica. Sin embargo, decide considerar a Jenófanes como un ilustrado interesado en las causas naturales de los fenómenos, y de ninguna manera un filósofo; esto parece estar motivado por su afán de considerar el aporte de Jenófanes solo en el ámbito de la religión: «Solo como teólogo puede realmente entendérsele».
Para Rodríguez Adrados, la posición de Deichgräber de que Jenófanes es un verdadero filósofo natural a la manera de los jonios, es un hecho probado, pero coincide con Jaeger en que, en su pensamiento, tiene preeminencia lo teológico y moral. A la vez, da cierto crédito a A. Levi, según el cual su física es sobre todo un intento de quitar carácter sacro a los fenómenos celestes.
Kirk, Raven y Schofield siguen algunos de los puntos mencionados y manifiestan que:

No orientó su interés fundamental hacia una explicación comprehensiva del mundo natural, como hicieron Anaxímenes o Heráclito, sino que se interesó, de un modo especial, por la teología, y muchas de sus observaciones sobre cuestiones físicas están en conexión con ella; es posible que algunas fueran repulsas irónicas de teorías previas.

Eggers Lan no cree que se pueda concebir a Jenófanes como físico. Agrupan todos los testimonios en los que se atribuyen tesis cosmológicas en un apartado llamado «otros posibles equívocos antiguos sobre Jenófanes». Presentan también algunos fragmentos auténticos, donde Jenófanes habla de la tierra y el agua (o el mar) como origen de todas las cosas (B 27, 30 y 33), y extractos de la Ilíada (Il XIV 201; VII 96-100) e incluso del Génesis (Gn 3,19), que contienen afirmaciones semejantes, con el fin de señalar que estos fragmentos no demuestran que Jenófanes sea físico, o que lo sea más que Homero y el autor bíblico.
En cualquier caso, lo cierto es que los fragmentos B 19, 27-33 y 37 hablan de diversos fenómenos físicos, meteorológicos y celestes, que no pueden ser ignorados al estudiar a Jenófanes, y deben ser de alguna manera coordinados con los restantes fragmentos. De esto depende, en parte, la naturaleza del vínculo de Jenófanes con la fisiología jónica.

### Pensamiento
Lo que caracteriza de manera general su pensamiento es el rechazo del saber tradicional, cuyos portavoces en Grecia fueron Homero y Hesíodo. Esto es universalmente aceptado tanto por los doxógrafos antiguos (Diógenes Laercio, A 1; Plutarco, A 22; Sexto Empírico, B 11) como por la filología moderna (A. Levi, Rudberg, Fränkel, Jaeger, Rodríguez Adrados, Kirk, Raven y Schofield). En efecto, Homero y Hesíodo eran en Grecia algo más que poetas: «todos han aprendido desde antiguo con Homero», ha sido el «educador de Grecia», e incluso «Homero y Hesíodo han compuesto la genealogía de los dioses para los griegos, les han dado sus nombres, honores y funciones y han descrito los aspectos con que se manifestaban»; El rechazo de Jenófanes a este saber se concreta en diversos puntos: El primero es el carácter revelado de todo saber, para luego reemplazar la cosmogonía implícita en esos poemas por una concepción propia del universo visible y de la divinidad. La crítica alcanza también a ciertos elementos de la cultura dominados por la moral agonal aristocrática: la costumbre de cantar gestas teogónicas en los simposios, y la valoración de los vencedores en los juegos olímpicos.
Este rasgo general de su pensamiento lo vincula estrechamente con la filosofía jónica, que es un intento de reemplazar el saber supeditado a la revelación de las musas por un indagar a partir del propio observar. Y se concreta en la forma de una investigación de la naturaleza (φυσις, physis) que subyace al todo de lo que aparece. Esta búsqueda de la filosofía jónica viene motivada por la observación de que la pluralidad de lo que se manifiesta no es una mera pluralidad, sino que sus fenómenos están en relación en virtud de una fuerza divina que anima a todas las cosas, a través de un elemento natural, como el agua de Tales. Es un pensar que intenta descubrir un orden general que religue los opuestos, tal como lo cálido o lo frío, y que Anaxímenes concibe como el aire que se condensa o rarifica.

#### Cosmología
Aristóteles dice en su Metafísica que

Ξενοφάνες [...] ἐις τὸν ὅλον οὐρανὸν ἀποβλέψας τὸ ἓν εἶναὶ φησι τὸν θεόν
Jenófanes, (…) con sus ojos puestos en todo el cielo, dijo que lo uno es dios.

En la medida en que holon ouranos puede ser traducido como «el universo» –entendido como el todo de lo visible–, Jenófanes es continuador del pensamiento de la fisiología jónica. Pero si para Tales el observar determina que la naturaleza subyacente a la pluralidad de lo que aparece es el agua, y para Anaxímenes el aire explica el comportamiento antitético de lo que se manifiesta, para Jenófanes no hay un elemento visible que pueda ser pensado como «naturaleza primordial» o arkhé que gobierne sobre el todo.
Aecio y Sexto Empírico nos transmiten un fragmento (B 27) en el cual Jenófanes dice que la tierra es principio y fin de todas las cosas. Pero Aristóteles había dicho que ningún pensador había atribuido a la tierra el carácter de elemento primordial. Así prevenidos, los críticos niegan la atribución de la tierra como physis en Jenófanes.
Porfirio, citado por Filópono, nos dice que Jenófanes consideró como principios lo seco y lo húmedo. Estos también son presentados como tierra y agua, y el agua, a su vez, tiene como fuente el mar, que resulta ser el origen de un conjunto amplio de fenómenos celestes y geográficos: el viento, las nubes, la lluvia, y la corriente de los ríos. A su vez, las nubes son el origen de los astros, incluido el sol, que es una nube en ignición, e incluso del arco iris, y los fuegos de San Telmo. Respecto del sol, para Jenófanes es a la vez un fenómeno originado por la reunión de partículas ígneas procedentes de las nubes, y causante de la generación de las nubes a partir de la evaporación del mar. El sol no es uno, cada día vemos un nuevo sol. Su movimiento es, por lo demás, rectilíneo y no circular.
Lo seco y lo húmedo, o la tierra y el mar, como opuestos, están relacionados. Jenófanes llama a esta relación «mezcla». El mar disuelve la tierra hasta convertirla en barro (al final del ciclo todos los hombres mueren), y luego acontece un proceso inverso de solidificación. Jenófanes dedujo este tránsito a partir del hallazgo de fósiles de peces y algas en el área de Siracusa, Paros y Malta, los cuales dejaron su huella cuando el mar cubría la tierra. La solidificación del agua le fue sugerida a partir del goteo en cavernas donde había estalactitas, formadas, supuestamente, por agua. El tránsito descrito funda una teoría cíclica, en la que se sucederían múltiples ordenaciones del mundo.
A pesar de que este cuadro cosmológico puede ser trazado con suficiente nitidez, los estudiosos no están de acuerdo en atribuirle el mismo origen. Kirk, Raven y Schofield, en contra de Jaeger, dicen que esta concepción física es enteramente razonable, y que por ello a Jenófanes no puede calificársele exclusivamente como teólogo. Pero Eggers Lan piensa que algunas estas cuestiones cosmológicas no son atribuibles más que a los doxógrafos.
A. Levi había dicho que el sentido de la cosmología de Jenófanes es quitarle carácter sacro a los fenómenos celestes, lo cual parece estar apoyado en la desmitologización del arco iris a partir de su atribución popular a Iris, y de su cuadro cosmológico general, opuesto en algunos puntos a la cosmología tradicional. Esta dividía el cosmos en tres partes, la Tierra en el centro, estaba a igual distancia del Cielo y del Tártaro. Jenófanes concibe, en cambio, la profundidad de la Tierra como indefinida y no ya limitada por el Tártaro, y el aire como extendiéndose hacia arriba de manera indefinida, sin que limite ya con la bóveda celeste.
La diferencia entre esta concepción y las cosmologías milesias reside en que Jenófanes, al explicar el todo de lo que se muestra, no reduce lo múltiple a una sola naturaleza visible como el agua de Tales. Incluso el tránsito entre los opuestos seco-húmedo no es explicado a partir del comportamiento de una naturaleza primordial como el aire de Anaximandro. Este aire, siendo invisible, se manifestaba en el comportamiento antitético de lo que es visible. En cambio, el principio jenofánico, permanece fuera del alcance del pensamiento del que los hombres se valen para conocerse a sí mismos, incluso no se manifiesta sino a partir de la conmoción del todo. Pero este principio, concebido como Dios, es asunto de la Teología.

#### Teología

##### Teología crítica y teología constructiva
Desde la antigüedad Jenófanes fue considerado como un pensador que se opuso a la concepción homérica y hesiódica de la divinidad. Diógenes Laercio dice que escribió contra ellos, censurándolos por lo que dijeron sobre los dioses. A partir de este y otros testimonios antiguos, y de los fragmentos conservados sobre el tema, los filólogos y estudiosos han distinguido generalmente dos momentos en su teología: la teología crítica y la constructiva.
Los fragmentos B 11 y 12 son una crítica a la inmoralidad de los dioses que cantan Homero y Hesíodo:

Han narrado muy a menudo acciones injustas de los dioses: robar, cometer adulterio y engañarse unos a otros.

Los fragmentos B 14 a 16 atacan el antropomorfismo:

Pero los mortales creen que los dioses han nacido, y que tienen vestido, voz y figura como ellos.

Las distintas razas de hombres conciben a los dioses cada una con sus propios rasgos.
La caracterización «constructiva» del Dios de Jenófanes sigue de algún modo la vía negativa. El fragmento B 23 indica que dios no es «ni en figura ni en pensamiento semejante a los mortales». Aun cuando dice que «todo él ve, todo él oye, todo él escucha» (fragmento B 24), sugiere que Dios no posee órganos de percepción.
La crítica moderna ha sido unánime en el juicio acerca del carácter de la teología jenofánica: es una oposición a la concepción mítica de los dioses. Jaeger dice que «se limita a abrir el camino a una concepción filosófica negando que la forma de Dios sea humana». Kirk, Raven y Schofield dicen «(…) podemos concluir que Jenófanes concibió a su dios en función de la negación de las propiedades que Homero les asignó a los dioses (…)». Eggers Lan, siguiendo a Corbato, afirma que Jenófanes quiere quitarle hasta el menor residuo de antropomorfismo, aún afirmando su sensibilidad visual y auditiva.

##### Inmovilidad
Si bien Jenófanes dice que Dios «permanece siempre en el mismo lugar sin moverse, ni le conviene emigrar de un lado a otro» (fragmento B 26), aquí también parece oponerse a Homero, para el cual, como indica Jaeger, la velocidad de los dioses es una señal de su poder divino. Esta manera de interpretar la teología de Jenófanes se dirige en contra de la posibilidad de vincular el pensamiento jenofánico con la vía utilizada por Parménides. La vía propiamente jenofánica es la de la «verosimilitud»: en el caso del movimiento, no le «conviene», «no es propio» a la naturaleza divina el moverse.

##### Omnipotencia
Por lo demás, este Dios estremece con su solo pensamiento todas las cosas (fragmento B 25). En la interpretación de esta afirmación, que parece una primera formulación de la omnipotencia divina, no están de acuerdo los filólogos. Jaeger ve en esta capacidad de mover, junto a su propia inmovilidad, una primera formulación del motor inmóvil de Aristóteles; en cambio, Eggers Lan señala más la diferencia entre estas concepciones, dado que el motor inmóvil aristotélico mueve pasivamente, en virtud de ser amado. Kirk, Raven y Schofield hacen notar cierta similitud entre este pasaje e Ilíada I, 530, donde Zeus hace temblar al Olimpo con el movimiento de su cabeza. La reminiscencia homérica se extiende a la idea de que los dioses pueden llevar a cabo sus planes para con los mortales, simplemente insuflándoles ceguera. Idea que sigue Esquilo: «Sentado realiza su pensamiento, sin moverse de su santo trono».

##### ¿Monoteísmo o politeísmo?
Clemente de Alejandría nos ha transmitido un pasaje de Jenófanes que ha sido objeto de controversia, puesto que se ha querido ver en él una confesión de fe monoteísta. De hecho el mismo Clemente la introduce interpretándola en este sentido. La cita entera es:

Jenófanes de Colofón enseña que el dios es único e incorpóreo y añade:

Un dios, el más grande entre los dioses y los hombres, ni en figura ni en pensamiento semejante a los mortales.

La dificultad se presenta al interpretar y al traducir εις θεος (eis theos), literalmente «un dios», pero que admite el añadido del verbo: «[Existe] un dios», o «[Hay]» un dios. Este se contrapone, en el mismo pasaje, a θεοισι και ανθρωποισι (theoisi kai anthropoisi), «a los dioses y los hombres». Ante todo hay que decir que, cuando habla de sus propias opiniones, Jenófanes se refiere a la divinidad unas veces en plural, y otras en singular, sin que ello signifique adhesión a cierto monoteísmo. Jaeger dice que «(…) conserva el convencional pluralismo griego. Por razones incomprensibles, los escritores cristianos han tendido a ver su propio monoteísmo en la proclamación que hace Jenófanes del Dios Uno». Fränkel ha indicado que θεοισι (theoisi) designa a falsos dioses, y se decide por el monoteísmo de Jenófanes; Kirk, Raven y Schofield indican que este mencionar a los dioses y los hombres obedece a un uso polar, como en el fragmento 22 B 30 de Heráclito. El título de la sección que contiene el comentario del pasaje reza: «Existe una sola divinidad no antropomórfica». Eggers Lan piensa que «no es el de Jenófanes un pensamiento estrictamente monoteísta (…)» y muestran pasajes comparables en Ilíada XII 241s y el fragmento DK 22 B 32 de Heráclito.
La opinión de Simplicio, en cambio, de que Jenófanes demuestra que dios es uno, procede de la lectura de MXG 977a y no de un fragmento auténtico, por ello no merece ser tenida en cuenta.

##### Corporeidad, materialidad, limitación o ilimitación de dios
El mismo pasaje, el fragmento B 23, ha dado que hablar en lo que se refiere a la corporalidad de Dios. Clemente entendió que el dios jenofánico era inmaterial. La traducción de δεμας (démas) por «figura», justificada a partir del uso homérico de la misma, ha sido defendido por Diels y Kranz, y Eggers Lan. En cambio, Guthrie y Kirk, Raven y Schofield traducen el término como «cuerpo»; estos últimos dicen que, si el dios uno no es idéntico en cuerpo a los dioses y los hombres, es porque tiene cuerpo.
Sobre la materialidad del dios de Jenófanes ha habido otro famoso equívoco histórico que se ha propagado a partir de un pasaje de la Metafísica de Aristóteles. Allí, dice que Jenófanes no definió nada respecto de si su «unidad» era material, como la de Meliso de Samos, o formal, como la de Parménides. A partir de allí los autores posteriores entendieron que lo «uno» de Jenófanes no era ni limitado ni ilimitado (indefinido): Teofrasto, el autor anónimo de MXG, Simplicio; aunque algunos se deciden por la limitación: Teodoreto de Ciro (A 36) e Hipólito (A 33).

##### Monismo, panteísmo y circularidad de lo divino
Algunos comentaristas antiguos nos transmiten su interpretación de que Jenófanes era panteísta (Platón, Sofista 242d = A 29; Aristóteles, Metafísica I 5, 986b = A 30) o de que su dios es circular (Filón (A 26), Hipólito (Refutación de todas las herejías, I, 14, 2 = A 33) y Teodoreto, (Curación de las enfermedades griegas IV, 5 = A 36), testimonio que confirman Olimpiodoro el Joven y Galeno). La circularidad del dios de Jenófanes apoyaría el vínculo con Parménides, teniendo en cuenta la célebre comparación del ente parmenídeo con una esfera o balón, palabras textuales de este pensador, transmitida por Simplicio en Física 146, 15-17. Son las mismas citas en que se basan los que sostienen que Jenófanes fundó la escuela eleática y la idea de que todo es uno. La veracidad de estos testimonios ha sido puesta en tela de juicio por la filología moderna.

##### Carácter de inengendrado
En el fragmento B 14, el dios de Jenófanes se distingue claramente de los dioses homéricos – hesiódicos, puesto que estos, si bien son inmortales, han tenido nacimiento; Jenófanes en cambio parece concebir una nueva idea de la eternidad de Dios: no ha habido tiempo en el que dios no fuese. Esta característica de inengendrado a veces también se atribuye de lo Uno, alimentando la antigua opinión que aproximaba el pensamiento de Jenófanes con el de Parménides.

##### Saber divino
Lo divino en Jenófanes es un ser consciente, todo él es percepción. Diógenes Laercio dice que, para Jenófanes, Dios «es todo mente y sabiduría, y eterno». Sexto Empírico, parafraseando el texto original de Jenófanes (el fragmento B 24) dice que el dios es un «viviente» y por lo tanto «ve».

Todo [él] ve, todo [él] piensa, todo [él] escucha.

Hipólito parece comentar este pasaje cuando indica que el dios jenofánico «(…) es capaz de percibir con todas sus partes».
Simplicio, al trasmitir otro pasaje (el fragmento B 25), asegura que Jenófanes

Afirma que piensa todas las cosas cuando dice:

Pero sin trabajo, con la [sola] fuerza de su mente, hace vibrar todas las cosas.

Ario Dídimo atribuye a Jenófanes una sentencia: «sin duda dios conoce la verdad, y la opinión se extiende sobre todas las cosas». Este pasaje parece estar motivado por una lectura completa de la obra que contiene el fragmento B 34, donde menciona que «la conjetura ha sido asignada a todos».

#### Gnoseología
Una serie de fragmentos acerca del conocimiento (B 18, 34, 35, 36 y 38) han sido interpretados por los doxógrafos y la crítica moderna de diferente manera. Soción de Alejandría (A 1 y 20) y Sexto Empírico, conservador del texto B 34, inician la tendencia a interpretar a Jenófanes como escéptico:

(…) Jenófanes es de esta tendencia, al afirmar que todas las cosas son inaprensibles, cuando escribe:

No hay ni habrá un hombre que haya conocido lo claro (τό σαφές, tó saphés) o haya visto cuantas cosas digo acerca de dioses y de todo. Pues aunque llegara a expresar lo mejor posible algo acabadamente, él mismo no lo sabría, lo conjetural (δόκος, dókos), en cambio, se extiende sobre todo.

El fragmento B 35 sugiere que el grado de conocimiento al que puede aspirar el hombre es el de la conjetura, a un asemejarse a la verdad. Y el fragmento B 38 afirma la relatividad de todo saber proveniente de los sentidos, puesto que si dios no hubiese hecho la miel, pensaríamos que los higos son lo más dulce.
Sexto Empírico advirtió que Jenófanes no cancela la posibilidad de todo conocimiento, solo el conocimiento indubitable. El conocimiento como opinión (doxazé) fue admitido como saber puramente humano. Fränkel y Riviere, en cambio, entienden que dókos se refiere al conocimiento del nivel metafísico y no al del nivel de lo sensible. Guthrie continúa la interpretación de Sexto Empírico, que rescata la opinión como esfera del saber humano. También se ha sostenido que Jenófanes no extendió a la esfera de lo conjetural el saber positivo acerca de dios, sino que to saphés se refiere a lo que conocemos por los sentidos.
Karl Deichgräber sugirió que las citas donde Jenófanes expresa las deficiencias de conocimiento humano, extienden un contraste, común en la poesía, entre la ignorancia humana y la omnisciencia de la Musa, tal como es enunciado por Homero:

Decidme ahora, Musas, dueñas de olímpicas moradas,
pues vosotras sois diosas, estáis presentes y sabéis todo,
mientras que nosotros solo oímos la fama y nada sabemos.

La idea deviene temática en Simónides de Ceos, y es seguida por Píndaro, Peán 6, 51. En Jenófanes alcanza su expresión más nítida, pero la distancia que media entre el saber divino y el humano no es salvada por revelación alguna, como en la comunicación entre aedo y musa, sino que el saber humano es forjado por el hombre mismo, a través del tiempo:

Pues los dioses no revelaron desde un comienzo todas las cosas a los mortales,
sino que estos, buscando con el tiempo descubren lo mejor.

Kirk, Raven y Schofield siguen a Deichgräber en este punto.
Se ha entendido también que esta separación entre el saber divino y el humano llega en Jenófanes a su grado más profundo. El pensar construido a partir de la presencia humana ante las cosas visibles se reconoce a sí mismo como una búsqueda que nunca alcanzará la claridad suficiente, aun cuando alcance mayor verosimilitud con el tiempo. Lo divino se sustrae a la posibilidad de ser captado con los sentidos, y de ser pensado a través de las formas que los humanos han usado para pensarse a sí mismos. Jenófanes sería el portavoz de la renuncia del pensar fisiológico de la escuela jónica a sus propias pretensiones de erigirse como saber pleno.

### Juicios de la posteridad acerca de Jenófanes
El primer autor del que tenemos noticias de haberse referido a Jenófanes en sus escritos es Heráclito, en un fragmento donde lo ubica junto a Pitágoras y Hecateo de Mileto como eruditos sin sabiduría.
Parménides, aunque no lo rebate explícitamente, no podía estar de acuerdo con su gnoseología, pues al mencionar «el corazón imperturbable de la Verdad bien redondeada» (B 1.29) como algo de lo que hay que informarse, está planteando lo opuesto a lo planteado por Jenófanes en B 34.
Aristóteles, en una sección de la Metafísica donde recoge y analiza los antecedentes de su doctrina de las causas, dice:

En cuanto a Jenófanes, que sentó antes que estos [Parménides y Meliso] la doctrina del Uno, (...) no aclaró nada (...). Estos deben ser omitidos en la investigación; dos de ellos, Jenófanes y Meliso, totalmente, por ser demasiado rústicos.

Teofrasto, discípulo de Aristóteles, lo excluyó de la lista de fisiólogos estudiada por él en el De sensu.
De Cicerón solo se conoce un juicio comparativo sobre Jenófanes: dice que este y Parménides escribieron en versos «menos buenos» que los de Empédocles, en contra de los que pretendían ser sabios.
La patrística griega lo consideró a menudo como uno de los pioneros del monoteísmo entre los griegos, como San Clemente en Stromata.
Jaeger, en su Teología de los primeros filósofos griegos, indica que «en lo esencial fueron sus obras perfectamente afilosóficas»; también dice que «solo como teólogo puede realmente entendérsele», y pondera «la enorme influencia de Jenófanes sobre el desarrollo posterior de la religión»; mientras que Burnet dice que «se habría reído si hubiera sabido que un día se le iba a considerar como teólogo».
En 1935, la UAI decidió en su honor llamarle «Xenófanes» a un astroblema situado en la cara visible de la Luna. Así mismo, el asteroide (6026) Xenophanes conmemora su nombre.

## Tabla de correlaciones (citas textuales =B)
| Diehl | Kirk y Raven | B.C. Gredos | Diels y Kranz | Autor                  | loc. cit.                                     | Fecha           |
| ----- | ------------ | ----------- | ------------- | ---------------------- | --------------------------------------------- | --------------- |
| 1     |              | 520         | 21 B 1        | Ateneo de Náucratis    | Deipnosophistae XI 462e                       | S. III d. C.    |
| 2     |              | 521         | 21 B 2        | Ateneo de Náucratis    | Deipnosophistae X413f                         | S. III d. C.    |
| 3     |              | 522         | 21 B 3        | Ateneo de Náucratis    | Deipnosophistae XII 526a                      | S. III d. C.    |
| 4     |              | 523         | 21 B 5        | Ateneo de Náucratis    | Deipnosophistae XI 18, 782a                   | S. III d. C.    |
| 5     |              | 524         | 21 B 6        | Ateneo de Náucratis    | Deipnosophistae IX 368e                       | S. III d. C.    |
| 6     |              | 525         | 21 B 7        | Diógenes Laercio       | Vidas de los filósofos ilustres VIII 36       | S. II-III d. C. |
| 7     |              | 526         | 21 B 8        | Diógenes Laercio       | Vidas de los filósofos ilustres IX 18         | S. II-III d. C. |
| 8     |              | 527         | 21 B 9        |                        | Etymologicum Genuinum                         |                 |
|       |              |             | 21 B 10       | Herodiano, Elio        | Perì dichrónôn 296, 6                         | S. II d. C.     |
|       | 166          | 529         | 21 B 11-12    | Sexto Empírico         | Adversus Mathematicos IX 144                  | S. III d. C.    |
|       | 167          | 466         | 21 B 14       | Clemente de Alejandría | Stromata V 109                                | 150-215 d. C.   |
|       | 169          | 502         | 21 B 15       | Clemente de Alejandría | Stromata V 110                                | 150-215 d. C.   |
|       | 168          | 503         | 21 B 16       | Clemente de Alejandría | Stromata VIII 22                              | 150-215 d. C.   |
|       |              | 533         | 21 B 17       |                        | Escolio a Aristófanes, Caballeros 480         |                 |
|       | 188          | 516         | 21 B 18       | Estobeo                | Eclogae Phisicae, Dialectae et Ethicae I 8, 2 |                 |
|       |              | 535         | 21 B 22       | Ateneo de Náucratis    | Epit. II 54e                                  | S. III d. C.    |
|       | 170          | 504         | 21 B 23       | Clemente de Alejandría | Stromata V 109                                | 150-215 d. C.   |
|       | 172          | 511         | 21 B 24       | Sexto Empírico         | Adversus Mathematicos IX 144                  | S. III d. C.    |
|       |              | 512         | 21 B 25       | Simplicio de Cilicia   | In Aristotelis Phisica comm. 23, 20           | S. VI d. C.     |
|       | 171          | 513         | 21 B 26       | Simplicio de Cilicia   | In Aristotelis Phisica comm. 23, 11-12        | S. VI d. C.     |
|       |              | 476         | 21 B 27       | Aecio                  | según Teod. RecopilacionesIV 5                |                 |
|       | 180          | 486         | 21 B 28       | Aquiles Tacio          | Isagoge IV 34, 11                             | S. III d. C.    |
|       | 181          | 542         | 21 B 29       | Simplicio de Cilicia   | In Aristotelis Phisica comm. 188, 32          | S. VI d. C.     |
|       | 183          | 480         | 21 B 30       | Aecio                  | según Teod.: Recopilaciones III 4, 4          | S. IV – V d. C. |
|       |              | 544         | 21 B 31       | Heráclito Homérico     | Cuestiones Homéricas 44                       | S. I d. C.      |
|       | 178          | 545         | 21 B 32       | Eustacio               | Escolio a Ilíada XI 27                        |                 |
|       | 182          | 546         | 21 B 33       | Sexto Empírico         | Adversus Mathematicos X 314                   | S. III d. C.    |
|       | 186          | 519         | 21 B 34       | Sexto Empírico         | Adversus Mathematicos VII 49                  | S. III d. C.    |
|       | 187          | 518         | 21 B 35       | Plutarco de Queronea   | Quaestionum convivalium 746b                  | S. I-II d. C.   |
|       |              | 549         | 21 B 36       | Herodiano, Elio        | Perì dichrónôn 296, 9                         | S. II d. C.     |
|       | 185          | 550         | 21 B 37       | Herodiano, Elio        | Perí monérous léxeôs 30, 30                   | S. II d. C.     |
|       | 189          | 551         | 21 B 38       | Herodiano, Elio        | Perí monérous léxeôs 30, 30                   | S. II d. C.     |

### Ediciones
- Ernst Diehl, Anthologia lyrica Graeca, Leipzig, Teubner, 1925. (Importante publicación: la bibliografía posterior cita a Jenófanes por el orden de los fragmentos en esta edición)
- Hermann Diels y Walther Kranz (ed.), Die Fragmente der Vorsokratiker, 6ª ed. Zúrich 1968. (La colección más importante de fuentes de presocráticos. Con traducción al alemán. A partir de su publicación, se empezó a citar por el orden de sus fragmentos. Jenófanes es el capítulo 21, de donde la notación abreviada «DK 21». Los capítulos se dividen en las secciones A –testimonios– y B –fragmentos– y en algunos casos en otras adicionales.)
- Untersteiner, M., Senofane -Testimonianza e frammenti, Florencia, La «Nuova Italia» Editrice, 1956
- B. Gentili y C. Prato (ed.), Poetarum Elegiacorum Testimonia et Fragmenta 1, Leipzig, Teubner, 1988 (La más seria edición del texto griego en la actualidad. Reemplaza a la de Diehl, de la misma editorial)
- J. H. Lesher (ed.), Xenophanes of Colophon – Fragments, Phoenix Presocratics IV, Toronto, University of Toronto Press, 1992 (con traducción al inglés)
- Rodríguez Adrados, Francisco. Líricos griegos elegiacos y yambógrafos arcaicos (siglos VII-V a. C.). Ed. Alma Mater, 1990. (La más importante edición española, con traducción.)

### Comentarios y estudios críticos
- Gomperz, H., «Zur Chronologie des Xenophanes», Philologische Wochenschrift 52, 1932, pp 1411-1414
- Thesleff, H. On dating Xenophanes, Helsingfors, 1957 (Societas Scientarum Fennica – Commentationes Humanarum Litterarum 23, 3)
- Guthrie, W. K. C., A History of Greek Philosophy, Vol I – The earlier Presocratics and the Pythagoreans, Cambridge, Cambridge University Press, 1962, cap VI – Xenophanes, p. 360 – 402 (Tr. española Historia de la filosofía griega, Vol I - Los primeros presocráticos y los pitagóricos, Madrid, Editorial Gredos, 1984, cap VI - Jenófanes, p. 340 -379. ISBN 84-249-0949-6)
- Werner Jaeger, La teología de los primeros filósofos griegos. Madrid, Fondo de Cultura Económica, 1977 (2º ed.). ISBN 84-375-0131-8
- G. S. Kirk, J. E. Raven y M. Schofield. The presocratic philosophers. A critical history with a selection of text. S.L., Cambridge University Press, 1957, 1983. (Tr. española Los filósofos presocráticos. Historia crítica con selección de textos. Traducción de Jesús García Fernández, Madrid, Editorial Gredos, 1970, 2ª edic. 1987 (Biblioteca Hispánica de Filosofía, 63). ISBN 84-249-1249-7)
- Eggers Lan, Conrado y Juliá, Victoria E. (Introducciones, traducciones y notas): Los filósofos presocráticos, Vol. I, Madrid, Editorial Gredos, 1978 (Biblioteca Clásica Gredos, 12). ISBN 84-249-3511-X.
- Zubiría, Martín, «¿Filosofía milesia?» En: Idearium, 10/12 (1986). P. 197-224
- Ruvituso, Marcos, Conocimiento y conjetura en los fragmentos de Jenófanes. La Plata, Grupo de Investigaciones Nova Lectio Antiquitatis, 1998
- Boeder, Herbert, El límite de la modernidad y el legado de Heidegger, trad. Martín Zubiría. Bs. As., Quadratta, 2003